# Формула Брахмагупты
Фо́рмула Брахмагу́пты — обобщение формулы Герона, выражает площадь вписанного в окружность четырёхугольника как функцию длин его сторон.

## Формулировка
Если вписанный четырёхугольник имеет длины сторон {\displaystyle a,b,c,d} и полупериметр {\displaystyle p={\frac {a+b+c+d}{2}}}, то его площадь {\displaystyle S} выражается формулой:
{\displaystyle S={\sqrt {(p-a)(p-b)(p-c)(p-d)}}.}
Площадь вписанного в окружность четырехугольника равна сумме площадей {\displaystyle \triangle ABD} и {\displaystyle \triangle BDC}
{\displaystyle S={\frac {1}{2}}ab\sin A+{\frac {1}{2}}cd\sin C.}
Так как {\displaystyle ABCD} является вписанным четырехугольником, то {\displaystyle \angle DAB=180^{\circ }-\angle DCB.} Следовательно, {\displaystyle \sin A=\sin C}:
{\displaystyle S={\frac {1}{2}}ab\sin A+{\frac {1}{2}}cd\sin A}
{\displaystyle S^{2}={\frac {1}{4}}\sin ^{2}A(ab+cd)^{2}}
{\displaystyle 4S^{2}=(1-\cos ^{2}A)(ab+cd)^{2}}
{\displaystyle 4S^{2}=(ab+cd)^{2}-\cos ^{2}A(ab+cd)^{2}.}
Записав теорему косинусов для стороны {\displaystyle CB} в {\displaystyle \triangle ACB} и {\displaystyle \triangle BDC,} получаем:
{\displaystyle a^{2}+b^{2}-2ab\cos A=c^{2}+d^{2}-2cd\cos C.}
Используем {\displaystyle \cos C=-\cos A} ({\displaystyle A} и {\displaystyle C} противолежащие), а затем выносим за скобки {\displaystyle 2\cos A}:
{\displaystyle 2\cos A(ab+cd)=a^{2}+b^{2}-c^{2}-d^{2}.}
Подставим полученное в полученную ранее формулу площади:
{\displaystyle 4S^{2}=(ab+cd)^{2}-{\frac {1}{4}}(a^{2}+b^{2}-c^{2}-d^{2})^{2}}
{\displaystyle 16S^{2}=4(ab+cd)^{2}-(a^{2}+b^{2}-c^{2}-d^{2})^{2},}
Применим формулу {\displaystyle x^{2}-y^{2}=(x+y)(x-y)}:
{\displaystyle (2(ab+cd)+a^{2}+b^{2}-c^{2}-d^{2})(2(ab+cd)-a^{2}-b^{2}+c^{2}+d^{2})}
{\displaystyle =((a+b)^{2}-(c-d)^{2})((c+d)^{2}-(a-b)^{2})}
{\displaystyle =(a+b+c-d)(a+b+d-c)(a+c+d-b)(b+c+d-a).}
Так как полупериметр {\displaystyle p={\frac {a+b+c+d}{2}},}
{\displaystyle 16S^{2}=16(p-a)(p-b)(p-c)(p-d).}
Извлекая квадратный корень, получаем:
{\displaystyle S={\sqrt {(p-a)(p-b)(p-c)(p-d)}}.}

## Вариации и обобщения
- Формула Брахмагупты обобщает формулу Герона для площади треугольника: достаточно считать, что длина одной из сторон равна нулю (например, {\displaystyle d=0}).
- На случай произвольных четырёхугольников формула Брахмагупты может быть обобщена следующим образом:
{\displaystyle S={\sqrt {(p-a)(p-b)(p-c)(p-d)-abcd\cos ^{2}\theta }},}

где {\displaystyle \theta } есть полусумма противоположных углов четырёхугольника. (Какую именно пару противоположных углов взять, роли не играет, так как если полусумма одной пары противоположных углов равна {\displaystyle \theta }, то полусумма двух других углов будет {\displaystyle 180^{\circ }-\theta }, и {\displaystyle \cos ^{2}(180^{\circ }-\theta )=\cos ^{2}\theta .})
Иногда эту более общую формулу записывают так:
{\displaystyle S={\sqrt {(p-a)(p-b)(p-c)(p-d)-\textstyle {1 \over 4}(ac+bd+uv)(ac+bd-uv)}}}
где {\displaystyle u} и {\displaystyle v} — длины диагоналей четырёхугольника.
- Если четырёхугольник описанный, тогда {\displaystyle p=a+c=b+d}, и обобщённая формула Брахмагупты даёт
{\displaystyle S={\sqrt {abcd}}\sin \theta }.

В частности, для вписанно-описанных четырёхугольников
{\displaystyle S={\sqrt {abcd}}}.
- Роббинс[англ.] доказал, что для любого вписанного многоугольника с {\displaystyle n} сторонами величина {\displaystyle (4S)^{2}} является корнем некоторого многочлена {\displaystyle P}, коэффициенты которого в свою очередь являются многочленами от длин сторон. Он нашёл эти многочлены для {\displaystyle n=5} и {\displaystyle n=6}. Другими авторами установлено, что многочлен {\displaystyle P} можно выбрать так, чтобы его старший коэффициент был равен единице, а степень {\displaystyle N=N(n)} была равна {\displaystyle \Delta _{k}}, если {\displaystyle n=2k+1} и {\displaystyle 2\Delta _{k}}, если {\displaystyle n=2k+2}. Здесь
{\displaystyle \Delta _{k}={\frac {2k+1}{2}}{\binom {2k}{k}}-2^{2k-1}=\sum _{j=0}^{k-1}(k-j){\binom {2k+1}{j}},}

где {\displaystyle {\tbinom {k}{j}}={\tfrac {k!}{j!(k-j)!}}} — биномиальные коэффициенты. Для многоугольников с небольшим числом сторон имеем {\displaystyle \Delta _{1}=1}, {\displaystyle \Delta _{2}=7}, {\displaystyle \Delta _{3}=38}, {\displaystyle \Delta _{4}=187,\dots } (последовательность A000531 в OEIS) и {\displaystyle N(4)=2}, {\displaystyle N(5)=7}, {\displaystyle N(6)=14}, {\displaystyle N(7)=38,\dots } (последовательность A107373 в OEIS).
- Если в формуле Брахмагупты выразить полупериметр через полусумму всех сторон данного четырехугольника, возвести обе части в квадрат, умножить на -16, раскрыть скобки и привести подобные, то она примет вид:

{\displaystyle -16S^{2}=a^{4}+b^{4}+c^{4}+d^{4}-2(a^{2}b^{2}+b^{2}c^{2}+a^{2}c^{2}+a^{2}d^{2}+b^{2}d^{2}+c^{2}d^{2})-8abcd}
- Правая часть совпадает с разложением определителя, приведенного ниже, если его умножить на -1. Поэтому можно написать, что[1]

{\displaystyle 16S^{2}=-{\begin{vmatrix}a&b&c&-d\\b&a&-d&c\\c&-d&a&b\\-d&c&b&a\end{vmatrix}}}
- Есть модификация формулы Брахмагупты для геометрии Лобачевского [2]

## Популярная литература
- А. Ю. Давидов. Элементарная геометрия в объеме гимназического курса. — 1863.
- В. В. Прасолов. Формула Брахмагупты // Математика в школе. — 1991. — № 5.
- Коксетер Г. С. М., Грейтцер С. П. Новые встречи с геометрией. — М.: Наука, 1978. — Т. 14. — (Библиотека математического кружка).

## Научная литература
- В. В. Варфоломеев. Вписанные многоугольники и полиномы Герона // Мат. сборник.. — 2003. — Т. 194, № 3. — С. 3—24.
- Стариков В. Н. Заметки по геометрии // Научный поиск: гуманитарные и социально-экономические науки: сборник научных трудов  / Гл. ред. Романова И. В.. — Чебоксары: ЦДИП «INet», 2014. — Вып. 1. — С. 37-39.
- M. Fedorchuk, I. Pak. Rigidity and polynomial invariants of convex polytopes (англ.) // :en:Duke Mathematical Journal|Duke Math. J. : journal. — 2005. — Vol. 129, no. 2. — P. 371—404. — doi:10.1215/S0012-7094-05-12926-X.